# Fuerza Aérea de Georgia
La Fuerza Aérea Militar de Georgia (en georgiano: საქართველოს სამხედრო-საჰაერო ძალები, transliteración: sak’art’velos samxedro-sahaero dzalebi) es la rama aérea de las Fuerzas Militares de Georgia. Hasta su disolución disponía de 2.971 efectivos y un número indeterminado de personal civil bajo su mando, aparte de un inventario de aeronaves entre las que cabe destacar las de ataque (Sukhoi Su-25KM/UB Frogfoot, L-39 Delfín, Yakovlev YaK-52), los helicópteros de diferentes modelos y procedencias (Mi-24 Hind, Mi-8 Hip, UH-1H Huey, Mi-2 Hoplite), los sistemas de defensa antiaérea; entre los que se destacan los misiles, que también proceden de diferentes partes del globo. Fundada oficialmente en 1991 tras la disolución de la Unión Soviética. 
En 1995 esta Fuerza aérea disponía de alrededor de 1,000 efectivos al mismo tiempo que contaba con un pobre presupuesto, en contraste al excesivo y amplio recurso del que dispuso el gobierno para el Ejército de tierra de Georgia.
Tras las pérdidas en la Guerra de Osetia del Sur y la crisis económica que se desprenderían luego, la rama fue disuelta en 2010 y los equipos y aeronaves pasados a las fuerzas terrestres, en 2012 el gobierno aprobó la restitución de la fuerza sin embargo hasta ahora no se ha llevado a cabo el traspaso ni el proceso de modernización que se planeaba con equipamiento de la OTAN, por otro lado se dieron de baja los Su-25 antes de su fin de vida útil para su exportación.

## Misión y objetivos
Los principales objetivos de la Fuerza Aérea de Georgia son los siguientes:[cita requerida]
- Movilización al campo de batalla y preparación en caso de conflicto de las subunidades de la Fuerza en caso de ser necesario.
- Protección y resguardo de la soberanía aérea y territorial, así como el control del espacio aéreo de Georgia
- La lucha contra el terrorismo aéreo.
- Participar en la lucha contra el terrorismo, ya sea en el ámbito aéreo, en tierra y en el mar.
- La defensa aérea de las entidades gubernamentales y de las tropas en tierra.
- La destrucción de los blancos enemigos en el frente de combate, así como la lucha y despliegue táctico, provyendo para ello el soporte aéreo para las Fuerzas terrestres y/o navales aliadas.
- Participación en los ejercicios colectivos y/o multinacionales de la OTAN.

## Funciones
Las funciones de la Fuerza Aérea de Georgia son las siguientes:[cita requerida]
- Transporte y movilización de las tropas y militares a cargo.
- Búsqueda y rescate de aeronaves y tripulaciones accidentadas.
- transporte aéreo de militares y civiles heridos y/o en condición de indefensión.
- Participación en misiones de rescate y salvamento aéreo.
- Informar al Comandante en Jefe y/o al Presidente de la nación sobre las acciones enemigas de los Ejércitos y/o Fuerzas agresoras, sea en tierra o aire.
- Destrucción de los Ejércitos, Armas y piezas de artillería, blancon en tierra y blancos navales
- Disposición de instalaciones para el aterrizaje a salvo de unidades aéreas y aerotransportadas, incluso para las aliadas.
- Hacer el reconocimiento aéreo para su Ejército, así como para las fuerzas aliadas.

Los campos aéreos de maniobra más grandes están situados en las cercanías de Tiflis en los aeródromos de Alekseevka y Marneuli. La Fuerza Aérea de Georgia está actualmente embarcada en los procesos de mejora y adaptación de sus instalaciones y aeronaves a los estándares de la OTAN, con participación de los auspiciadores del ingreso de Georgia a la alianza atlántica, específicamente los Estados Unidos y Turquía.

### Mejoras y planes de modernización
Georgia planea adquirir al menos diez aeronaves de carga para reemplazar a los aviones de carga ya vetustos y de poca capacidad de su inventario; los An-12 y An-24, posiblemente con aeronaves del modelo en uso en los Estados Unidos, como son los Aviones de carga C-130 Hércules. Georgia también planea añadir una nueva aeronave de combate a su reducido inventario, preferiblemente desde plantas especializadas en la materia de aviones de combate, ya sean Europeas y/o Norteamericanas.

### Inventario de aeronaves y materiales en uso
| Aeronave       | Imagen | Origen                                                    | Cantidad    | Tipo de misión                             | Notas                                                                                                 |
| -------------- | ------ | --------------------------------------------------------- | ----------- | ------------------------------------------ | --- |
| Su-25 Frogfoot |        | Unión Soviética / Georgia / Israel Sukhoi                 | 9           | Ataque a tierra                            | Reportados en servicio desde 1992, con el pack de actualización Scorpion; hecho bajo licencia de TAM. |
| L-39 Delfín    |        | Checoslovaquia / Unión Soviética / Rusia · Aero Vodochody | 12          | Entrenamiento de pilotos                   | Vistos en servicio desde 1992.                                                                        |
| Yak-52         |        | Unión Soviética / Rusia · Yakovlev                        | 10          | Ataque a tierra y entrenamiento de pilotos | Obtenidos entre 1991 a 1992, operativos en 2001                                                       |
| An-24          |        | Unión Soviética / Ucrania · Antonov                       | 2           | Transporte militar de carga y pasajeros    | En servicio.                                                                                          |
| An-12          |        | Unión Soviética / Ucrania · Antonov                       | 10          | Transporte militar de carga y pasajeros    | En servicio.                                                                                          |
| Mi-24/35       |        | Unión Soviética / Georgia Mil                             | 12          | Ataque y despliegue de tropas              | Construidos bajo licencia de TAM.                                                                     |
| UH-1H          |        | Estados Unidos Bell Helicopters of USA                    | 24          | Transporte de tropas y abastecimiento      | Donados por Estados Unidos recientemente por las operaciones ISAF                                     |
| Mi-8           |        | Unión Soviética Mil                                       | 18          | Transporte de tropas y abastecimiento      | En servicio.                                                                                          |
| Mi-14          |        | Unión Soviética / Georgia Mil                             | Desconocido | Transporte de tropas y rescate             | En servicio.                                                                                          |

### Sistemas de defensa aérea y misiles en sus aeronaves
| Equipo             | Imagen | Origen          | Cantidades   | Tipo de servicio                                                 | Notes         |
| ------------------ | ------ | --------------- | ------------ | ---------------------------------------------------------------- | ------------- |
| SA-18 Igla         |        | Rusia           | Desconocidas | Misil antiaéreo de tropa                                         | En operación. |
| SA-7 Grail         |        | Rusia           | Desconocidas | Misil antiaéreo de tropa.                                        | En operación. |
| SA-9 Gecko         |        | Rusia           | Desconocidas | Misil antiaéreo de tropa.                                        | En operación. |
| Python 4           |        | Israel          | Desconocidas | Misil antiaéreo.                                                 | En operación. |
| AA-11 Archer       |        | Unión Soviética | Desconocidas | Misil antiaéreo.                                                 | En operación. |
| Mk 82              |        | Estados Unidos  | Desconocidas | bomba sin guía.                                                  | En operación. |
| Mk 84              |        | Estados Unidos  | Desconocidas | bomba sin guía.                                                  | En operación. |
| Buk-M1             |        | Unión Soviética | Desconocidas | Sistema de radares y misiles antiaéreos, autopropulsado.         | En operación. |
| S-125 Neva/Pechora |        | Unión Soviética | Desconocidas | Sistema de misiles antiaéreos, en uso con chasis autopropulsado. | En operación. |
| ZSU-23-4 Shilka    |        | Unión Soviética | Desconocidas | Artillería antiaérea.                                            | En operación. |